# 波巴山國家公園
20°55′N 95°15′E / 20.917°N 95.250°E
波巴山國家公園是緬甸的國家公園，位於該國中部曼德勒省，處於皎勃東鎮，成立於1989年，面積129平方公里，最高點波巴山海拔高度1,490米。